# Dwergkroos
Dwergkroos of kleinst kroos (Lemna minuta, synoniem: Lemna minuscula Herter) is een overblijvende waterplant uit de aronskelkfamilie (Araceae). In de herfst wordt zetmeel opgeslagen en overwintert de plant op de bodem. Het is een exoot. De plant komt van nature voor in Noord- en Zuid-Amerika en heeft zich van daaruit verspreid naar Europa en Japan. In Nederland neemt dwergkroos sinds 1988 zeer sterk toe. Het aantal chromosomen is  2n = 36, 40 of 42.
De plant bestaat uit een schijfje dat een bladachtige stengel zonder bladeren is en heeft één worteltje. De donkergroene, glanzende, symmetrische, 1-3 mm lange en 1-2 mm brede, éénnervige schijfjes zijn van voren spits en hebben een dunne rand. De bovenkant heeft een vrij scherpe, bobbelige ruglijn. De schijfjes hebben een tot 1,5 cm lange wortel. De grootste luchtholten zijn niet groter dan 0,3 mm. Dwergkroos is eenhuizig.
De groene bloemen zijn eenslachtig.
De 0,6-1 mm grote vrucht is een eenzadig nootje met 12-15 ribben.
Dwergkroos komt voor in zoet, voedselrijk water.

## Namen in andere talen
- Duits: Winzige Wasserlinse
- Engels: Least Duckweed
- Frans: Lentille d'eau minuscule